# Enis Kahraman
Enis Kahraman (* 23. September 1987 in Akçaabat) ist ein türkischer ehemaliger Fußballspieler.

## Spielerkarriere

### Vereine
Kahraman begann mit dem Vereinsfußball in der Nachwuchsabteilung des Amateurvereins Boztepespor. Im Jahr 2000 wechselte er in die Nachwuchsabteilung von Trabzonspor, dem erfolgreichsten Verein seiner Heimatprovinz Trabzon. Im Sommer 2005 erhielt er bei diesem Verein einen Profivertrag und wurde anschließend für die Saison 2005/06 an den Zweitligisten Akçaabat Sebatspor ausgeliehen. Zum Saisonende kehrte er zu Trabzonspor zurück und befand sich hier bis zur Winterpause im Kader. Da er vom Cheftrainer Ziya Doğan lediglich in einer Pokalpartie eingesetzt wurde, verbrachte er die Rückrunde wieder als Leihspieler bei Sebatspor und in der Saison 2007/08 beim Zweitligisten Altay Izmir.
Im Sommer 2009 verließ er Trabzonspor endgültig und wechselte beim Erstligisten Gençlerbirliği Ankara. Hier wurde er nach einem Monat sein Vertrag aufgelöst und Kahraman wechselte zum Drittligisten İskenderun Demir Çelikspor.
Nachdem Kahraman bei diversen Dritt- und Viertligisten gespielt hatte, heuerte er im Sommer 2014 beim Zweitligisten Elazığspor an. Zur Saison 2015/16 wechselte er zum Viertligisten Kemerspor 2003. Seit Februar 2016 vereinslos, war er ab Juli kurzzeitig für Çankaya FK am Ball. Ab September 2019 spielte er seine letzte Saison.

### Nationalmannschaft
Kahramans Nationalmannschaftskarriere begann 2002 mit einem Einsatz für die türkische U-16-Nationalmannschaft. Im gleichen Jahr begann er auch für die Türkischen U-17-Nationalmannschaft aufzulaufen. Mit der U-17-Auswahl nahm er an der U-17-Europameisterschaft 2004 teil und schied mit seiner Mannschaft bereits in der Gruppenphase aus. Insgesamt absolvierte er in zwei Jahren 38 U-17-Einsätze und zählte damit zu den Spielern mit de meisten Einsätzen für die türkische U-17. 
Anschließend spielte er noch für die türkische U-18- und U-19-Nationalmannschaft. Mit der U-19 nahm er an der U-19-Europameisterschaft 2006 und schied in der Gruppenphase aus. Mit 89 Jugendnationaleinsätzen zählt er zu den Spielern mit den meisten Einsätzen für die türkischen Jugendauswahlmannschaften.